# Oligia allecto
Oligia allecto là một loài bướm đêm trong họ Noctuidae.